# سخنان پدران صحرا

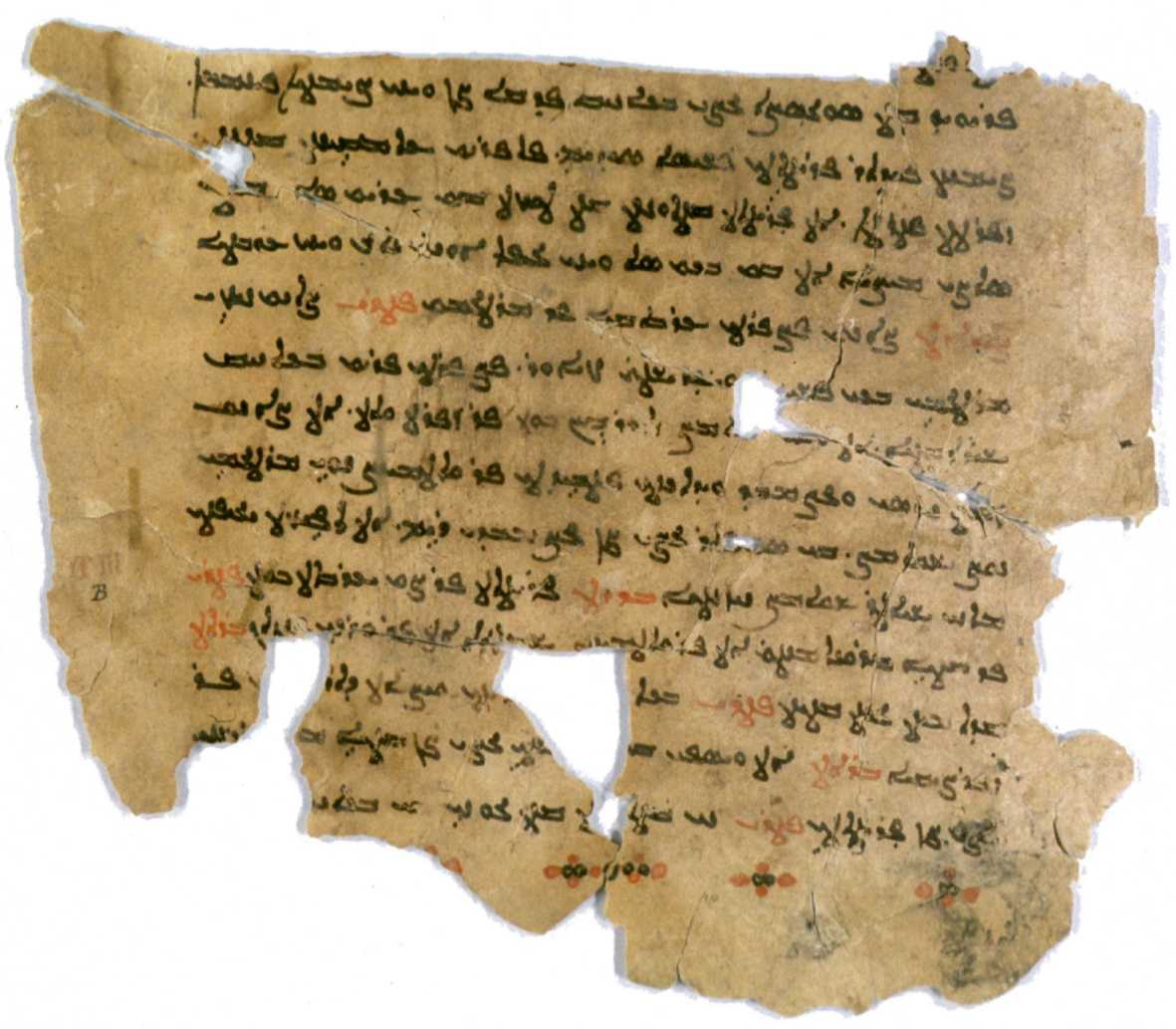
سغد نسخه مسیحی متن نوشته شده به الفبای سریانی

سخنان پدران صحرا (لاتین: Apophthegmata Patrum Aegyptiorum) نامی است که به مجموعه‌های متنی مختلف متشکل از داستان‌ها و گفته‌های منسوب به پدران صحرا و مادران صحرا از تقریباً قرن پنجم میلادی داده شده‌است.
این مجموعه‌ها شامل داستان‌های حکمت‌آمیز است که اعمال معنوی و تجربیات زاهدان مسیحی اولیه را که در صحرای مصر زندگی می‌کردند، توصیف می‌کنند. آنها معمولاً به صورت مکالمه بین یک راهب جوانتر و پدر روحانی او، یا به عنوان توصیه ای است که به بازدیدکنندگان داده می‌شود. به عنوان یک فرهنگ شفاهی در زبان قبطی شروع شد، آنها فقط بعداً به عنوان متن یونانی نوشته شدند. این داستان‌ها در میان راهبان اولیه مسیحی بسیار محبوب بود و در اشکال و مجموعه‌های مختلف ظاهر می‌شد.